# Ma mère est folle
Ne doit pas être confondu avec Maman est folle.
Pour plus de détails, voir Fiche technique et Distribution.
Ma mère est folle est une comédie française réalisée par Diane Kurys et sortie en 2018.

## Synopsis
Nina, femme à la vie dissolue, mythomane et criblée de dettes, est sur le point de perdre la maison de son enfance. Se retrouvant avec un enfant mutique abandonné par un ami réfugié bosniaque, la seule solution qu'elle trouve pour se renflouer d'urgence est d'utiliser l'argent prêté par une amie bourgeoise et oisive pour acheter et revendre illégalement du cannabis acheté aux Pays-Bas. Elle y voit aussi l'opportunité de renouer avec son fils Baptiste, qui a fui sa mère à 20 ans et vit désormais à Rotterdam, lassé des lubies de sa mère depuis que son père est parti mais qui n'a jamais réussi à se libérer de son influence. Le voyage retour en France sera l'occasion pour la mère et le fils de se comprendre à nouveau et se retrouver.

## Fiche technique
- Titre : Ma mère est folle
- Réalisation : Diane Kurys
- Scénario : Pietro Caracciolo et Sacha Sperling
- Photographie : Gilles Henry
- Montage : Manu de Sousa
- Musique : Paolo Buonvino
- Décors : Pierre Renson
- Costumes : Éric Perron
- Producteur : 
  - Producteur associé : Christophe Février et Guillaume Roy
  - Coproducteur : Sylvain Goldberg, Serge de Poucques, Nadia Khamlichi et Cédric Iland
  - Producteur délégué : Diane Kurys et Alexandre Arcady
  - Producteur exécutif : Yann Arnaud et Claude Fenioux
- Production : Alexandre Films, Nexus Factory, RTBF, UMedia,Work in Progress et Flair Production
- Distribution : Rezo Films
- Pays d'origine :  France
- Genre : Comédie
- Durée : 95 minutes
- Dates de sortie :
  - France : 
    - 26 novembre 2018 (Paris)
    - 5 décembre 2018 (en salles)

## Distribution
- Fanny Ardant : Nina
- Vianney : Baptiste
- Patrick Chesnais : Alvaro
- Arielle Dombasle : Jess
- Jules Rotenberg : Nono
- Quentin Minon : Miguel
- Ella Leyers : Elke
- Karim Barras : Emir
- François Neycken : Gilles
- Georges Siatidis : le vendeur de frites
- Philippe Dumoulin : le dépanneur